# La monja alférez (película)
La monja alférez es una película mexicana de 1944 dirigida por Emilio Gómez Muriel y protagonizada por María Félix, Ángel Garasa y José Cibrián. Esta película está basada en la vida de Catalina de Erauso, "La monja alférez", quien fue uno de los personajes más controvertidos del Siglo de Oro español.

## Sinopsis
La historia comienza en el Perú virreinal durante el siglo XVII con una pelea después de jugar juegos de azar en una cantina. Don Alonso de Erauzo (María Félix) espadachín del lugar, es condenado a muerte en la horca según un bando del virrey que castiga con esta pena a quienes riñan y se batan a duelo en la calle. Durante su encarcelamiento y a unas horas de ser ajusticiada, Don Alonso le confiesa a un sacerdote que en realidad es una mujer y que su verdadero nombre es Catalina de Erauzo y es originaria de Valladolid, (hoy Morelia) México, y comienza así la narración de su vida diciendo que fue hija de don Miguel de Erauzo, español combatiente en la conquista de Perú y un gran espadachín que enseñó a su hija las artes del esgrima criándose al lado de don Juan de Aguirre quien le jura amarla por siempre hasta que a los ocho años de edad, su padre muere repentinamente siendo viudo y Catalina queda al cuidado de su tía Úrsula, hermana de su padre quien siempre estuvo en desacuerdo con que Catalina montara a caballo y supiera utilizar la espada. Úrsula interna a Catalina en un convento donde buscan convertir a la fuerza a la niña en una monja profesa, sin embargo, cuando crece años después, se entera de que don Juan de Aguirre va a casarse con su prima Beatriz hija de su tía Úrsula y que además esta pretende quedarse con una rica herencia que dejó su hermano en el Perú a la cual renunciaría Catalina dado su voto de pobreza siendo monja. Por tal motivo, Catalina logra comunicarse con Juan de Aguirre quien le ayuda a escapar consiguiéndole un disfraz de hombre y después de tomar consigo a su viejo mayordomo se hace a la mar buscando llegar al Perú para reclamar la herencia de su padre.
Úrsula contrata a un asesino de nombre Roger para investigar la partida de Catalina al Perú y le da como seña que Catalina posee una medalla regalo de su madre, de esta forma, Roger aborda la misma embarcación que Catalina y su mayordomo y en el camino Roger se pone a su servicio creyendo que esta es hombre ya que se hace llamar Don Alonso. Durante el camino la embarcación naufraga y solo sobreviven Don Alonso y Roger llegando a la ciudad de Trujillo Perú. Don Juan de Aguirre que sabía el plan de Catalina al enterarse del naufragio decide marchar al Perú a buscarla y le promete a Beatriz que volverá para casarse con ella. Don Alonso y Roger se instalan en la tienda de unos señores llamados Doña Elvira y Don César en donde trabajan y viven tranquilamente de no ser porque Don Alonso llama poderosamente la atención en la ciudad al creer que se trata de un hombre muy atractivo por el cual todas las mujeres de la ciudad suspiran y una mujer rica y poderosa llamada Lucinda hace tratos con Don César para casarse con Don Alonso. Debido a que el compromiso es cada vez más ineludible. Don Alonso y Roger parten esa misma noche a la ciudad de Lima donde Don Alonso sabe que podrá concluir el asunto que la trajo a Perú que es la herencia de su padre. Mientras todo esto sucede, Roger que ha confesado su misión a Don Alonso, va despojando a cuanto mujer encuentra a su paso de las medallas que lleven colgando para ver si es la mujer a la que está buscando siendo en ocasiones sometido a situaciones divertidas como ser regañado por el sacerdote siempre que comete sus bellaquerías y obligarlo a confesarse.
En Lima, don Juan de Aguirre da con su tío quien es el sacerdote y conoce a Cristina sobrina del sacerdote quien queda enamorada de don Juan y este parece corresponderle, tan pronto como Don Alonso llega a Lima se entrevista con el sacerdote y es presentado con don Juan quien no la reconoce. Don Alonso se entera de que a la noche don Juan irá al balcón de Cristina para enamorarla. Los celos hacen que don Alonso se presente a la ocasión y termine batiéndose en duelo con don Juan quien nota en su pelea un arte especial llamada "La estocada de los Erauso" y se pregunta quién será ese misterioso espadachín. Por este pleito ambos son encarcelados y son perdonados de la pena de muerte por el virrey a cambio de que se integren al Ejército español en la conquista del Perú contra los pueblos araucas que aún no terminaban de ser sometidos. De esta forma, durante la batalla, Don Juan le confiesa que aunque tiene compromiso con Beatriz, el no tiene corazón más que para la monja Catalina pero que no sabe que será de ella. Tras una brillante actuación de don Alonso, es nombrado alférez tras haber ganado la batalla. Ya de regreso a Lima volvemos al punto de partida para presenciar un nuevo pleito entre don Alonso y don Juan y nuevamente es enviado a la cárcel don Alonso bajo pena de muerte. Se prepara todo para la ejecución de don Alonso y en el último momento, don Juan y Roger lo liberan de ser ahorcado dispersando a la gente y se esconden en la casa del sacerdote y Cristina donde don Alonso y Roger se disfrazan de mujer y don Juan de sacerdote lo cual le prohíbe terminantemente el sacerdote, don Alonso y Roger van así vestidos a una fiesta que da el Virrey en donde don Alonso aprovecha para solicitar la herencia que le dio su padre diciéndole que ella es Catalina de Erauso, de esta forma obtiene lo que buscaba en su misión al Perú mientras Roger sigue buscando la medalla para matar a Catalina, esta le entrega la medalla y le dice que la mujer ha muerto en sus manos. De esta forma, Catalina, don Juan y Roger regresan a México. Roger llega con Ürsula quien le pide pruebas de que mató a Catalina y este le entrega la medalla. Sin embargo pronto se descubre que Catalina está viva, que ya se quedó con la herencia de su padre y además se casará con don Juan de Aguirre quien falta a su compromiso con Beatriz. La historia termina con un beso entre don Juan y doña Catalina, que Roger mira admirado al no comprender el secreto de la verdadera identidad de Catalina.

## Reparto
- María Félix - Catalina de Erauso, "La Monja Alférez" / Don Alonso
- Ángel Garasa - Roger
- José Cibrián - Don Juan de Aguirre
- Delia Magaña - Elvira
- José Pidal - Don César
- Fanny Schiller - Úrsula
- Paco Fuentes - Don Miguel
- Eugenia Galindo - Cristina
- Esther Luquín - Beatriz
- Maruja Griffel - Madre superiora
- José Goula - Claudio
- Lauro Benítez - Don Indalecio
- Jesús Valero - Sacerdote
- Manuel Sánchez Navarro - Don Diego Fernández de Córdova, Virrey del Perú (como M. Sánchez Navarro)
- Enrique García Álvarez - Don Ignacio de Aguirre (como E. Garcia Alvarez)
- Consuelo Guerrero de Luna - Lucinda
- Beatriz Aguirre - Espectadora en horcamiento (no acreditada)
- Niño de Caravaca - Cantante (no acreditado)
- Magdalena Estrada - Empleada en posada (no acreditada)
- Lidia Franco - Vecina en Perú (no acreditada)
- Rosa María - Cantante (no acreditada)
- Consuelo Monteagudo - Invitada del virrey (no acreditada)
- José Muñoz - Mozo de Úrsula (no acreditado)
- Ignacio Peón - Invitado del virrey (no acreditado)
- Salvador Quiroz - Alguacil (no acreditado)
- Ángel T. Sala - Jugador asesinado (no acreditado)
- Félix Samper - Invitado del virrey (no acreditado)
- Alfredo Varela (padre) - Guillermo, mozo de don Miguel (no acreditado)